# آبشار پیتسوس‌کانگاس
آبشار پیتسوس‌کانگاس (به فنلاندی: Pihtsusköngäs) آبشاری است که در کشور فنلاند واقع شده‌است و بلندترین ریزشگاه آن ۱۷ متر ارتفاع دارد. حوضهٔ آبریز این آبشار، رود تورن است.